# Hubert Rösel
Hubert Rösel (* 12. Januar 1917 in Kocbeře; † 30. Mai 2010 in Münster) war ein deutscher Slawist.

## Leben
Von 1934 bis 1940 studierte er an der Deutschen Universität Prag Romanistik, Geschichte und Slawistik. 1970 wurde er ordentlicher Professor für Slawische Philologie an der Universität Münster. Zum ordentlichen Mitglied der Sudetendeutschen Akademie der Wissenschaften und Künste wurde er am 31. Oktober 1992 berufen.

## Schriften (Auswahl)
- Dokumente zur Geschichte der Slawistik in Deutschland. Die Universitäten Berlin und Breslau im 19. Jahrhundert. Berlin 1957, OCLC 61816783.
- Die tschechischen Drucke der Hallenser Pietisten. Würzburg 1961, OCLC 490082090.
- Aus Vatroslav Jagićs Briefwechsel. Odessa, Berlin, Petersburg. 1872–1892. München 1962, OCLC 715388388.
- Beiträge zur Geschichte der Slawistik an den Universitäten Halle und Leipzig im 18. und 19. Jahrhundert. Heidelberg 1964, OCLC 879853972.